# Álvaro Morata
Álvaro Borja Morata Martín (ur. 23 października 1992 w Madrycie) – hiszpański piłkarz, występujący na pozycji napastnika, reprezentant Hiszpanii, której jest kapitanem. 
Złoty medalista Mistrzostw Europy U-19 2011, Mistrzostw Europy U-21 2013 i Mistrzostw Europy 2024. Uczestnik Mistrzostw Europy 2016 i 2020 oraz Mistrzostw Świata 2022.

## Kariera klubowa
12 grudnia 2010 zadebiutował w barwach pierwszej drużyny Realu Madryt podczas wyjazdowego spotkania przeciwko Realowi Saragossa, zmieniając Ángela Di Maríę w 89. minucie meczu. 1 lipca 2011 przedłużył kontrakt z klubem do 2015. Przed sezonem 2012/2013 José Mourinho zdecydował, że Morata na stałe dołączy do kadry pierwszego zespołu. 24 maja 2014 zdobył ze swoją drużyną puchar Ligi Mistrzów.
19 lipca 2014 oficjalna strona Juventusu potwierdziła transfer Moraty. Włoski klub zapłacił za Hiszpana 20 milionów euro, lecz Real zachował sobie możliwość odkupu za 30 milionów w 2015 oraz 36 milionów w 2016.
21 czerwca 2016 oficjalna strona Realu Madryt potwierdziła powrót Moraty.
21 lipca 2017 podpisał pięcioletni kontrakt z Chelsea.
27 stycznia 2019 został wypożyczony do Atlético Madryt na 18 miesięcy (do 30 czerwca 2020 roku).
6 lipca 2019 podpisał nowy kontrakt z Atlético Madryt, który obowiązuje od 1 lipca 2020.

## Kariera reprezentacyjna

### Młodzieżowa
Morata znalazł się w kadrze Hiszpanii do lat 17 na Mistrzostwa Świata w Piłce Nożnej 2009 w Nigerii, gdzie rozegrał cztery mecze i strzelił dwie bramki. Następnie reprezentował Hiszpanię do lat 19 podczas Japan International Tournament, gdzie zajęli drugie miejsce.
Morata pojawił się na Mistrzostwach Europy UEFA 2011 do lat 19 w Rumunii, pomagając drużynie narodowej wygrać turniej, łącznie zdobywając sześć bramek, co uczyniło go królem strzelców. W kadrze U-21 zagrał na Mistrzostwach Europy w Izraelu w 2013 roku. Pomógł awansować z fazy grupowej, a także zwyciężyć w całym turnieju, zdobywając również Złotego Buta.

### Seniorska
7 listopada 2014 został powołany do dorosłej kadry przez selekcjonera Vicente del Bosque na mecze z Białorusią i Niemcami. Zadebiutował w dniu 15 listopada, zastępując Isco w ostatnich dziesięciu minutach, a mecz zakończył się zwycięstwem Hiszpanów 3-0. 27 marca 2015 roku zdobył swoją pierwszą bramkę międzynarodową, pomagając w zwycięstwie 1-0 nad Ukrainą.
Morata został powołany na mistrzostwa Europy w 2016 roku we Francji. Zdobył bramkę w wygranym 3-0 meczu grupowym przeciwko Turcji w Nicei. 2 września 2017 roku, wchodząc z ławki w 77. minucie, zdobył bramkę, i pomógł odnieść zwycięstwo nad Włochami 3:0 w eliminacjach do mistrzostw świata 2018.
8 września w wygranym 7:1 meczu z Gruzją strzelił trzy bramki.

## Statystyki

### Klubowe
(aktualne na 24 maja 2025)
| Klub                   | Sezon     | Liga               | Liga  | Liga   | Puchar kraju | Puchar kraju | Puchar ligi | Puchar ligi | Europa | Europa | Inne  | Inne   | Suma  | Suma   |
| Klub                   | Sezon     | Liga               | Mecze | Bramki | Mecze        | Bramki       | Mecze       | Bramki      | Mecze  | Bramki | Mecze | Bramki | Mecze | Bramki |
| ---------------------- | --------- | ------------------ | ----- | ------ | ------------ | ------------ | ----------- | ----------- | ------ | ------ | ----- | ------ | ----- | ------ |
| Real Madryt B          | 2010/2011 | Segunda División B | 26    | 14     | -            | -            | -           | -           | -      | -      | 2     | 1      | 28    | 15     |
| Real Madryt B          | 2011/2012 | Segunda División B | 33    | 14     | -            | -            | -           | -           | -      | -      | 4     | 3      | 37    | 17     |
| Real Madryt B          | 2012/2013 | Segunda División   | 18    | 12     | -            | -            | -           | -           | -      | -      | -     | -      | 18    | 12     |
| Real Madryt            | 2010/2011 | Primera División   | 1     | 0      | 1            | 0            | -           | -           | -      | -      | -     | -      | 2     | 0      |
| Real Madryt            | 2011/2012 | Primera División   | 1     | 0      | -            | -            | -           | -           | -      | -      | -     | -      | 1     | 0      |
| Real Madryt            | 2012/2013 | Primera División   | 12    | 2      | 2            | 0            | -           | -           | 1      | 0      | -     | -      | 15    | 2      |
| Real Madryt            | 2013/2014 | Primera División   | 23    | 8      | 6            | 0            | -           | -           | 5      | 1      | -     | -      | 34    | 9      |
| Juventus               | 2014/2015 | Serie A            | 29    | 8      | 4            | 2            | -           | -           | 12     | 5      | 1     | 0      | 46    | 15     |
| Juventus               | 2015/2016 | Serie A            | 34    | 7      | 5            | 3            | -           | -           | 8      | 2      | -     | -      | 47    | 12     |
| Real Madryt            | 2016/2017 | Primera División   | 26    | 15     | 5            | 2            | -           | -           | 9      | 3      | 3     | 0      | 43    | 20     |
| Chelsea                | 2017/2018 | Premier League     | 31    | 11     | 6            | 2            | 3           | 1           | 7      | 1      | 1     | 0      | 48    | 15     |
| Chelsea                | 2018/2019 | Premier League     | 16    | 5      | 1            | 2            | 2           | 0           | 4      | 2      | 1     | 0      | 24    | 9      |
| Atlético Madryt (wyp.) | 2018/2019 | Primera División   | 15    | 6      | -            | -            | -           | -           | 2      | 0      | -     | -      | 17    | 6      |
| Atlético Madryt (wyp.) | 2019/2020 | Primera División   | 34    | 12     | -            | -            | -           | -           | 8      | 3      | 2     | 1      | 44    | 16     |
| Juventus (wyp.)        | 2020/2021 | Serie A            | 32    | 11     | 3            | 2            | -           | -           | 8      | 6      | 1     | 1      | 28    | 13     |
| Juventus (wyp.)        | 2021/2022 | Serie A            | 35    | 9      | 5            | 1            | -           | -           | 7      | 2      | 1     | 0      | 48    | 12     |
| Atlético Madryt        | 2022/2023 | Primera División   | 36    | 13     | 4            | 2            | -           | -           | 5      | 0      | 0     | 0      | 45    | 15     |
| Atlético Madryt        | 2023/2024 | Primera División   | 32    | 15     | 5            | 1            | -           | -           | 10     | 5      | 1     | 0      | 48    | 21     |
| AC Milan               | 2024/2025 | Serie A            | 16    | 5      | 0            | 0            | -           | -           | 7      | 1      | 2     | 0      | 25    | 6      |
| Galatasaray            | 2024/2025 | Super Lig          | 12    | 6      | 3            | 1            | -           | -           | 1      | 0      | 0     | 0      | 16    | 7      |

## Sukcesy

### Real Madryt B
- Segunda División B: 2011/2012

### Real Madryt
- Mistrzostwo Hiszpanii: 2011/2012, 2016/2017
- Puchar Króla: 2010/2011, 2013/2014
- Superpuchar Hiszpanii: 2012
- Liga Mistrzów UEFA: 2013/2014, 2016/2017
- Superpuchar Europy: 2016
- Klubowe mistrzostwo świata: 2016

### Juventus
- Mistrzostwo Włoch: 2014/2015, 2015/2016
- Puchar Włoch: 2014/2015, 2015/2016, 2020/2021
- Superpuchar Włoch: 2015, 2020

### Chelsea
- Puchar Anglii: 2017/2018

### Reprezentacyjne
- Mistrzostwo Europy 2024
- Mistrzostwo Europy U-21: 2013
- Mistrzostwo Europy U-19: 2011
- 3. miejsce na Mistrzostwach Świata U-17: 2009

### Wyróżnienia
- Złoty But Mistrzostw Europy U-19: 2011
- Drużyna turnieju Mistrzostw Europy U-19: 2011
- Złoty But Mistrzostw Europy U-21: 2013
- Drużyna turnieju Mistrzostw Europy U-21: 2013
- Drużyna sezonu Ligi Mistrzów UEFA: 2014/2015